# Hades II
Hades II (укр. Аїд II) — американська рольова гра в жанрі roguelike та Action/RPG, яку розробляє компанія Supergiant Games. Вона вийшла в ранньому доступі 6 травня 2024 року.

## Сюжет
Відеогра, так само як і попередня Hades, адаптована з давньогрецької міфології. Майбутня гра дозволить гравцям прожити історію Меліної, принцеси підземного світу, яка є сестрою Загрея, протагоніста попередньої частини серії, та дочкою Аїда.

## Виробництво

### Анонс
Розробка продовження відеогри Hades почалася у квітні 2021 року, над проєктом працюють 20 осіб. Вона була анонсовано на церемонії The Game Awards 2022. Головною героїнею продовження є Меліноя, принцеса підземного світу і сестра Загрея, яка прагне перемогти Кроноса, Титана часу, за допомогою богині чаклунства Гекати та інших олімпійських богів. Гра спочатку вийде на Microsoft Windows у ранньому доступі, подібно до релізу першої гри, з планами портування гри на консолі.

### Українська локалізація
5 січня 2023 року на офіційному вебсайті компанії Supergiant Games з'явилася стаття про пошук перекладачів для створення локалізацій до прийдешньої відеогри, де було об'явлено про пошук спеціалістів у таких мовах, як: французька, італійська, французька, німецька, іспанська, польська, російська, турецька, традиційна китайська, корейська, бразильська португальська, грецька та, зрештою, українська.